# Francja na Halowych Mistrzostwach Świata w Lekkoatletyce 2010
Reprezentacja Francji podczas halowych mistrzostw świata 2010 liczyła 27 zawodników.

## Mężczyźni
- Bieg na 60 m
  - Ronald Pognon
  - Teddy Tinmar

- Bieg na 400 m
  - Nicolas Fillon

- Bieg na 1500 m
  - Abdelkader Bakhtache
  - Mahiedine Mekhissi-Benabbad

- Bieg na 60 m przez płotki
  - Garfield Darien
  - Ladji Doucouré

- Skok wzwyż
  - Mickael Hanany

- Skok o tyczce
  - Damiel Dossevi
  - Renaud Lavillenie

- Skok w dal
  - Kafétien Gomis
  - Salim Sdiri

- Trójskok
  - Colomba Fofana
  - Teddy Tamgho

- Sztafeta 4 × 400 m
  - Nicolas Fillon, Yannick Fonsat, Hugo Grillas, Richard Maunier

## Kobiety
- Bieg na 60 m
  - Véronique Mang
  - Myriam Soumaré

- Bieg na 400 m
  - Virginie Michanol

- Bieg na 1500 m
  - Hind Dehiba Chahyd
  - Fanjanteino Felix

- Bieg na 60 m przez płotki
  - Aisseta Diawara
  - Alice Decaux

- Skok wzwyż
  - Mélanie Melfort

- Pięciobój
  - Antoinette Nana Djimou